# シコルスキー・エアクラフト
シコルスキー・エアクラフト (Sikorsky Aircraft) は、アメリカ合衆国のヘリコプター製造会社である。
ウクライナ（当時ロシア帝国領）出身で、1913年に世界初の4発エンジン飛行機を実用化、ロシア革命後にアメリカに亡命・帰化した航空技術者のイーゴリ・シコールスキイにより、1923年3月5日、ニューヨーク州ロングアイランドのルーズベルト飛行場近くの農場に設立された。
初期のシコルスキー社は大型の固定翼機中心のメーカーで、最初の生産機S-29A（Aはアメリカ向けを指す）は双発複葉、乗客14人の旅客機だった。その後、1926年のS-34を皮切りに飛行艇にシフト、1920年代末から1930年代にかけては、S-38、S-39、S-42、S-43など、パンアメリカン航空向けをはじめとする中型・大型の飛行艇を多く生産した。
しかしその後、固定翼機（飛行艇）の業績不振もあり、1939年、同じくユナイテッド・エアクラフト傘下であったチャンス・ヴォートと合併しヴォート・シコルスキーと改称。
しかしその一方で、イーゴリ・シコールスキイは若い頃からの夢であったヘリコプター開発に取り掛かり、1939年、現在のヘリコプターでも主流となっている単一メイン・ローターとテール・ローターを持つVS-300を完成させた。1943年、世界初の実用ヘリコプターS-47（軍用呼称R-4）の量産契約獲得を機に、シコルスキー社はヴォートと分離した。
実用的ヘリコプターの開発に成功して以降、シコルスキー社は、ヘリコプター業界の老舗・リーディングカンパニーとなっており、同社の開発、生産するヘリコプターは歴史的に防衛・救難において重要な役割を果たしてきた。現在でも同社の製品はアメリカ合衆国のみならず、日本を含む世界各国で広く運用されている。本社はコネティカット州ストラトフォードにあり、軍用機製造拠点となる。その他、コネチカット州シェルトン・トランブル、フロリダ州ウエストパームビーチ、ニューヨーク州ウォーレゴ等に主要工場がある。
長らく複合企業であるユナイテッド・テクノロジーズの一部門であったが、2015年11月6日付けにて、米ロッキード・マーティン社の傘下となり、軍事産業トップメーカーの一部門となった。
イーゴリ・シコールスキイの設計したヘリコプターは非常に優れており、後のヘリコプターの大部分がそれに基づいている。軍事用途でのノウハウは民間機種にも転用されている。
安全面に関しては検査や部品交換の手間を軽減するため、BIM（英: Blade inspection method）やIBIS (In-Flight Blade Inspection
System) など、メインローターブレードの破損状況を監視する独自の検査システムを開発している。

## 主な製造機体

### 固定翼機
S-42

### 回転翼機
S-51
H-5とも呼ぶ、草創期のヘリコプター。
日本では海上自衛隊が日米経費分担で購入し、1953年（昭和28年）から1961年（昭和36年）まで使用した。
S-55
S-51を発展させた機種。輸送ヘリとして軍用・民用共に世界各国で採用され、ヘリコプターの実用性を実証したパイオニア的存在である。全世界で1,828機が製造された。
「きかんしゃトーマス」のハロルドのモデルとなったヘリコプターでもある。
S-58
S-55の機体を大型化し、エンジン出力も増大して実用性を高めた機体。1954年に初飛行。全世界で2261機が製造された。
S-61
アメリカ海軍の救難・哨戒ヘリコプターSH-3 シーキングとして開発された。
日本でも海上自衛隊がHSS-2として採用したため、三菱重工業（以下・三菱）がライセンス生産した。
S-61R
プライベートベンチャーとして開発された、S-61の派生型の機体。後部ローディングランプを備えた胴体へと刷新されている。
開発中にアメリカ空軍が発注し、CH-3C/E シーキング及びHH-3E ジョリーグリーンジャイアントの名で採用された。
S-62
S-55のダイナミック・コンポーネントを可能な限り再使用し、GET58タービンエンジンを搭載した機体。タービンエンジンの能力はレシプロエンジンを凌駕し、ヘリコプターの可能性を広げることができた。
日本でも航空自衛隊が救難ヘリとして採用したことから、三菱で1961年（昭和36年）から1970年（昭和45年）まで25機（うち民間7機）をノックダウン生産した。また、上昇性能の良さを生かし、富士山頂レーダーのレドームを空輸して注目を浴びた。空自では1963年（昭和38年）から1982年（昭和57年）まで使用した。
S-64
スカイクレーンの愛称を持つ大型ヘリコプターで、米軍ではH-54 タルヘという名で採用。貨物の（吊り下げ）運搬や空中消火に使われており、1962年の初飛行ながら現在でも改良型が生産されている。なお、1992年にエリクソン・エアクレーン社が型式認証と製造権を購入したため、現在は同社で生産されている。
S-65
大型ヘリコプター。米軍ではH-53。
日本でも海上自衛隊が改良型のMH-53Eを掃海ヘリコプターとして採用した。
S-69
二重反転式ローターを備えた実験機。推進専用のジェットエンジンを備える。最高速度518 km/h。1973年7月飛行
S-70
哨戒機としても多用途機としても利用できるヘリコプター。アメリカ軍ではH-60と称し、以下の機種がある。
日本でも各自衛隊が採用したため、三菱がライセンス生産した。
- 多用途機 - UH-60 ブラックホーク
- 哨戒機 - SH-60 シーホーク
- 捜索救難機 - HH-60 ペイブ・ホーク
- 要人輸送機 - VH-60 プレジデントホーク

S-76
民間用ヘリコプター。流麗な形状であり、このスタイルの先駆的存在。初期型からその外観の基本造形は変わらず、世代によりエンジンの違いからエンジンカウリング形状に大きな違いがみられる。現行型はS-76D型であり、エンジンはプラットアンドウィットニー・カナダ製。
日本では海上保安庁が航空基地配備用及び巡視船搭載用ヘリとして採用。その他民間では朝日航洋（株）が採用。
S-92
国際共同開発の民間ヘリコプターである。
日本からは三菱が参加し、胴体キャビンなどを担当した。日本でも警視庁が採用したが、2019年秋の台風で整備工場が水害に会い機体が水没、その後登録が抹消された。
2023年よりVH-92としてアメリカ海兵隊が大統領専用機として運用を開始している。

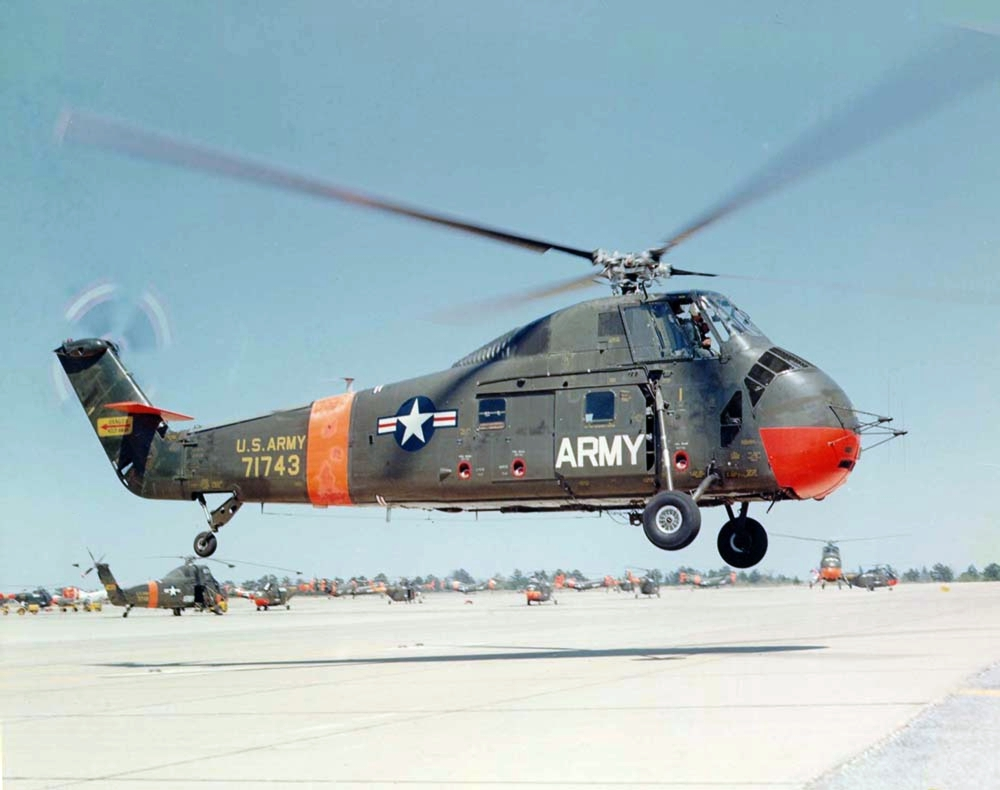
H-34 チョクトー
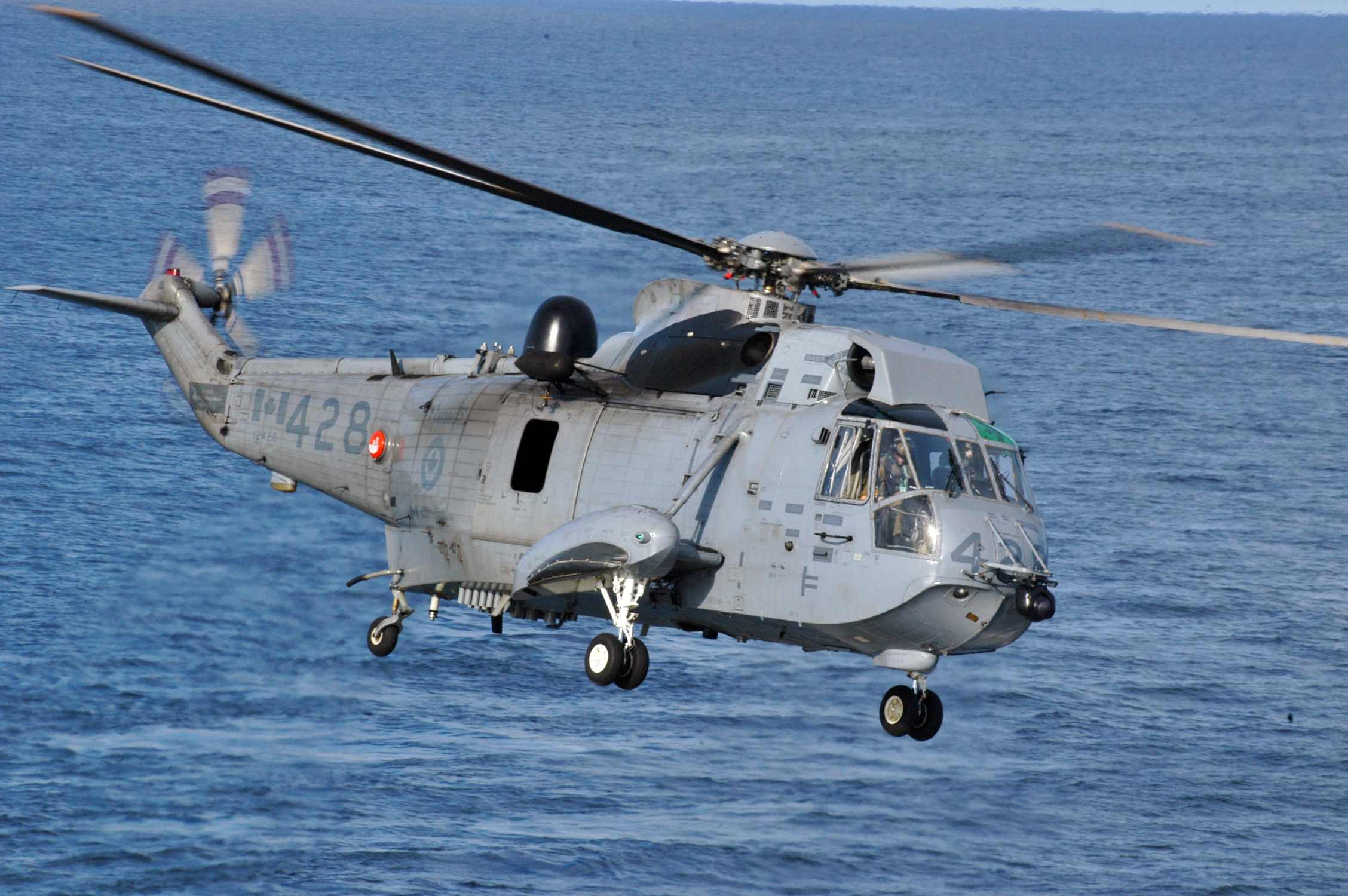
CH-124 シーキング
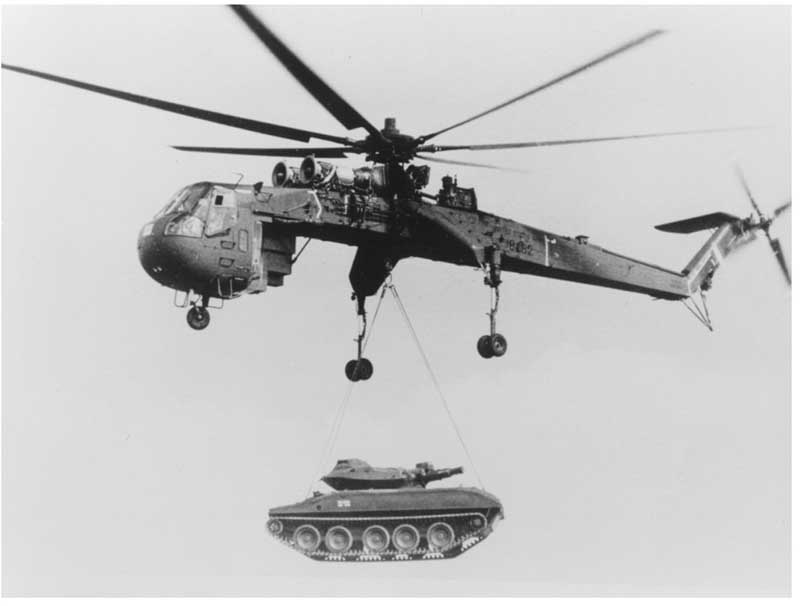
CH-54 タルヘ
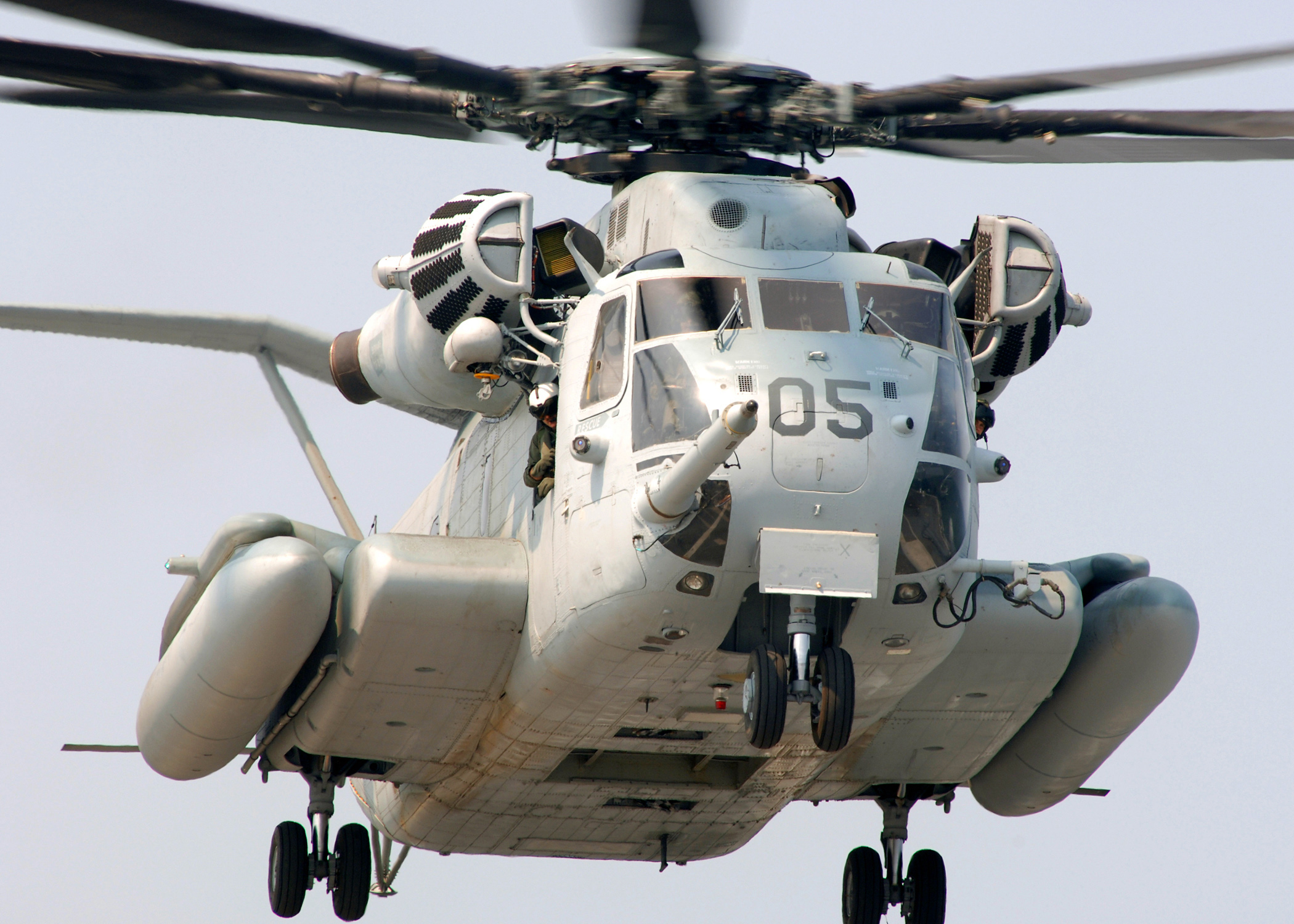
CH-53E スーパースタリオン
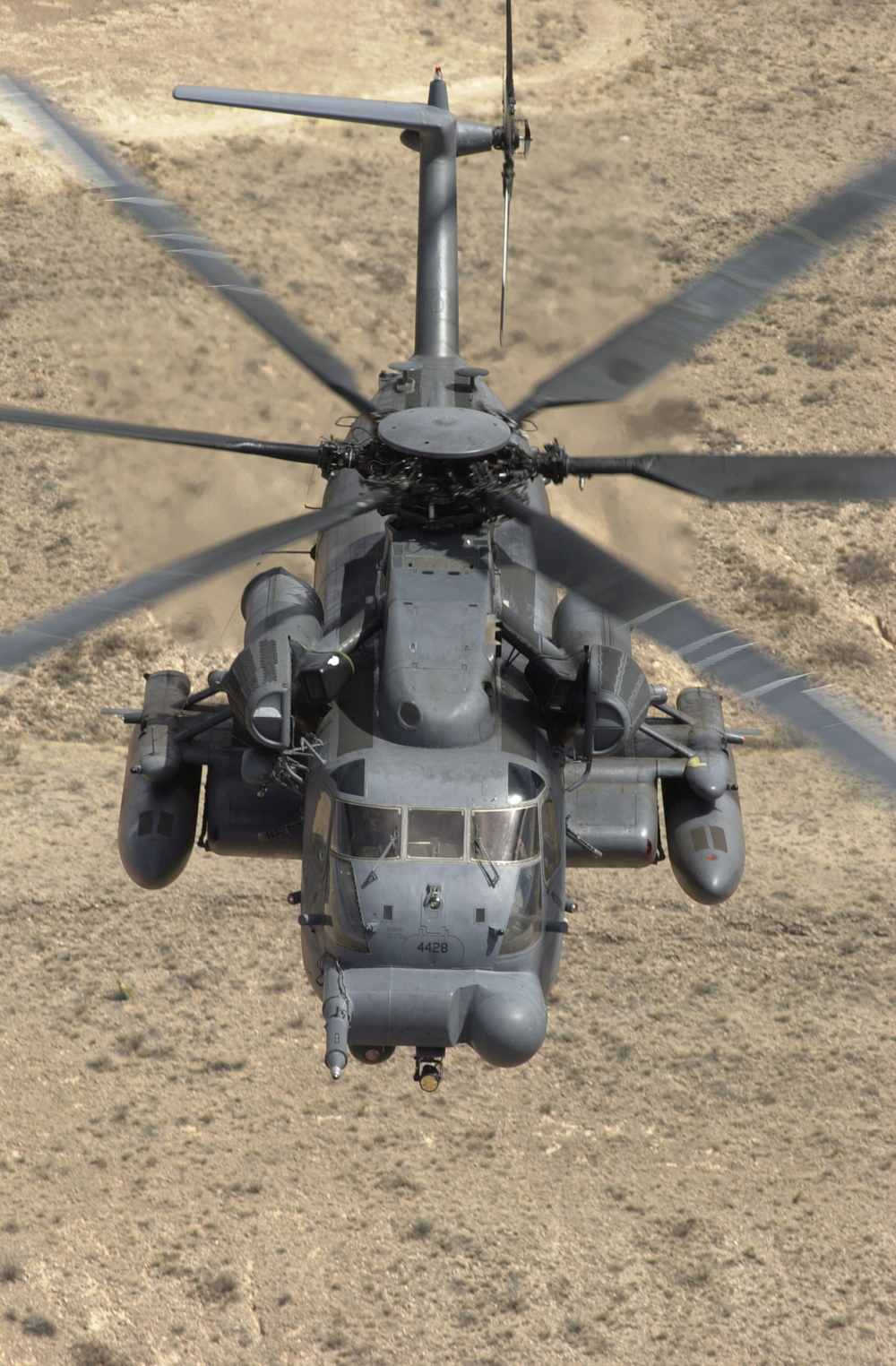
MH-53J ペイブロウ III
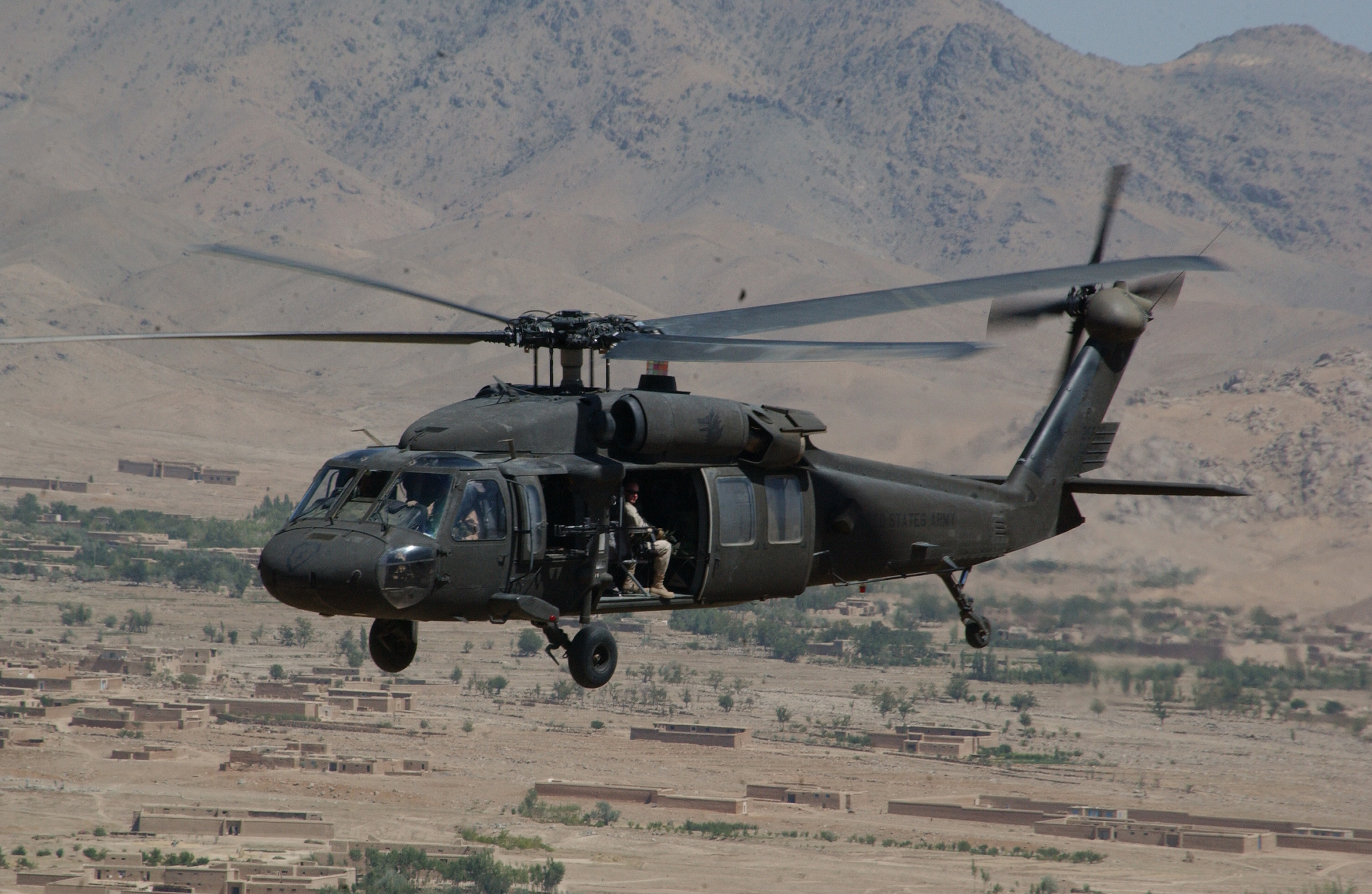
UH-60 ブラックホーク

## 開発中の機体

### 複合ヘリコプター
- SB>1 デファイアント 〔 開発企業連合内部の製品名は『シコルスキー S-100 N100FV』〕
- シコルスキー S-97 レイダー

## 試作機及び研究機
開発年代順に記載する。
- S-67 ブラックホーク 〔墜落事故による自社開発の停滞に伴う米陸軍による開発中止〕
- S-69 （米陸軍名 XH-59）
- S-72 Xウイング
- RAH-66 コマンチ 〔予算超過による米陸軍による計画中止〕
- X2